# Арабские цифры

Арабские цифры (шрифт без засечек)

Ара́бские ци́фры (называемые также индийскими или индо-арабскими) — традиционное название набора из десяти знаков (цифр), используемых в большинстве стран для записи чисел в десятичной позиционной системе счисления:
   0   1   2   3   4   5   6   7   8   9  
Название «арабские цифры» образовалось исторически из-за того, что в Европу десятичная позиционная система счисления попала через арабские страны. Цифры, используемые в арабских странах Азии, Иране и  Египте (называемые арабами «индийскими цифрами»), по начертанию сильно отличаются от используемых в европейских странах.

## История

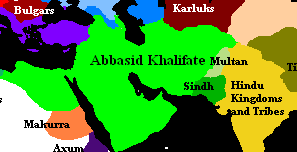
Халифат Аббасидов — территория распространения индо-арабских и персидских цифр.
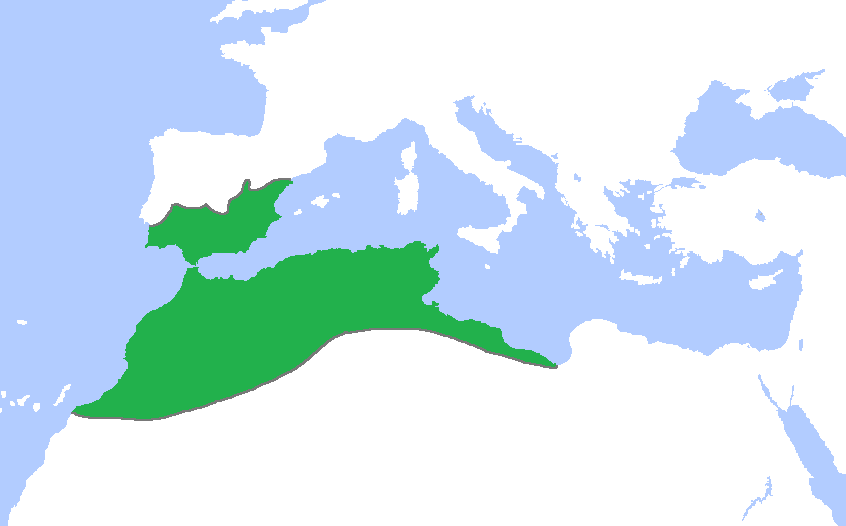
Халифат Альмохадов — территория, откуда арабские цифры попали в Европу.

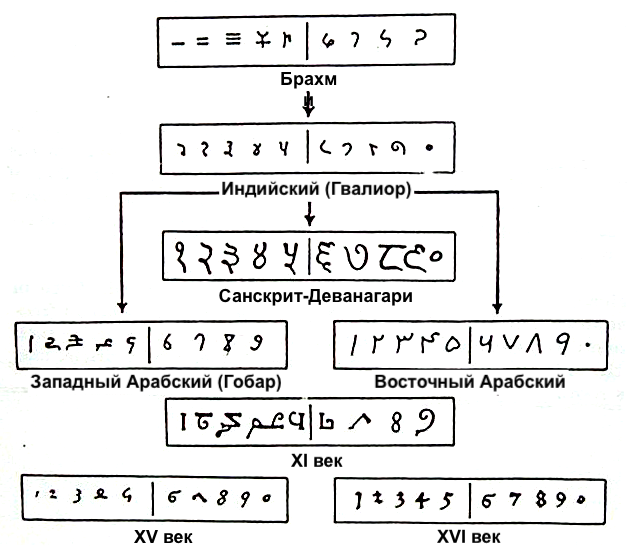
Эволюция арабских цифр

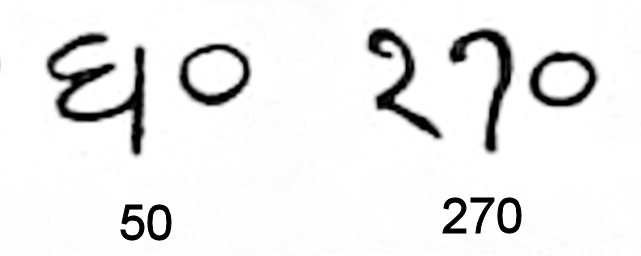
Первое обнаруженное появление нуля — IX век, Индия

1) «Современные цифры» — обычные арабские цифры. «Арабские цифры» — индо-арабские и персидские цифры. Цифры 4, 5 и 6 существуют в двух вариантах, слева — индо-арабский, справа — персидский. «Индийские цифры» — цифры деванагари современной Индии.

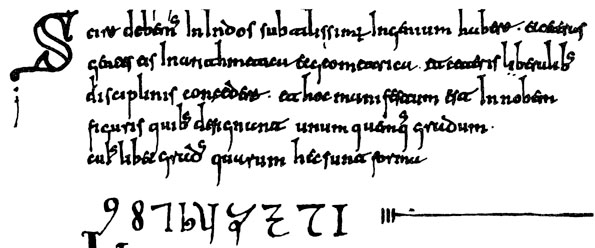
Первые арабские цифры на Западе (Вигиланский кодекс, X век)

Индо-арабские цифры возникли в Индии не позднее V века. Эта цифровая система была основана на принципах, проверенных всей предыдущей историей развития цифр — десятеричного, позиционного, принципа представления числовых значений и на использовании знака «ноль» для обозначения отсутствия цифры.
Первая дошедшая до наших дней запись в десятичной позиционной системе относится к 595 году н. э. Отдельного знака для нуля сначала у индийцев не было, вместо него оставляли пустое место. Символ нуля (шунья) окончательно оформился в IX веке.
Преимущества индийской системы записи для арифметических расчётов вскоре оценили персы и арабы. Индийские цифры активно популяризировал в IX веке при дворе халифа аль-Мансура в Багдаде хорезмиец Аль-Хорезми, автор знаменитой работы «Китаб аль-джебр ва-ль-мукабала», от названия которой произошёл термин «алгебра». Аль-Хорезми написал книгу «Об индийском счёте», которая способствовала популяризации десятичной позиционной системы записи чисел во всём Халифате, вплоть до мусульманской Испании.
Сохранились трактат математика Ас-Сиджизи, датированный 969 годом, и копия трактата астронома Аль-Бируни, датированная 1082 годом, содержащие индийские цифры.
В современных арабских странах Азии, а также в Египте, Иране, Пакистане и Афганистане, в основном, используются цифры, мало отличающиеся от имеющихся в труде аль-Бируни. Арабы называют их «ар-кам хиндия» (أَرْقَام هِنْدِيَّة) — «индийские цифры», но европейцы чаще называют их «индо-арабскими» и «персидскими», так как в языках народов современной Индии цифры эволюционировали и теперь сильно отличаются от средневековых индийских цифр. Позднее их начертания продолжали изменяться, и в трактате западноафриканского математика Ибн аль-Банна аль-Марракуши (XIII век) уже все цифры походили на нынешние европейские (хотя четвёрка и пятёрка были повёрнуты на 90 градусов). В современных арабских странах Африки (кроме Египта) используются те же цифры, что и в Европе.
Арабские цифры стали известны европейцам  в X веке. Первое их описание содержит «Вигиланский кодекс» (Испания, X век), причём ноль ещё не упоминается. В других странах Западной Европы история индоарабских цифр начинается с XII века, а их широкое применение в Западной Европе —  с XIII—XIV веков.
В XII веке книга Аль-Хорезми «Об индийском счёте» была переведена Робертом Честерским на латинский язык и сыграла очень большую роль в развитии европейской арифметики и внедрении арабских цифр.
После отвоевания Испании контакты европейцев с арабами ослабли и многие европейцы по-прежнему использовали римские цифры. Итальянский математик Фибоначчи, изучавший в 1192—1200 годах математику в Алжире и других арабских странах, снова привлёк внимание европейцев к арабским цифрам, написав «Книгу абака». В Европе арабские цифры сначала использовали только в университетах, а во Флоренции в 1299 году даже был издан закон, запрещающий их употребление. В широкое употребление их ввели итальянские купцы, которым была нужна удобная система записи чисел и операций с ними. К XVI веку, времени распространения книгопечатания, уже почти вся Европа перешла с римских на арабские цифры. Именно введение арабских цифр и позиционной системы записи позволило выработать алгоритмы для производства всех арифметических действий в письменном виде, без помощи абака, который продолжал применяться в Европе вплоть до XVIII века, а несколько предшествующих столетий были временем борьбы между «абацистами» и «алгоритмиками».
В России арабские цифры появились в XIV—XV вв., широкое распространение получили с XVII в., а после введения гражданской азбуки в XVIII в. вытеснили из гражданской печати славяно-кирилловские цифры.

## Преимущества индо-арабских цифр
Реализованная с помощью индо-арабских цифр десятичная позиционная система счисления постепенно вытеснила римские цифры и другие непозиционные системы нумерации благодаря множеству несомненных преимуществ.
- Индийская запись чисел компактнее римской и позволяет быстро сравнивать разные числа по величине.
- При расчётах на абаке можно одновременно записывать числа и проводить расчёты.
- Вычисления стало возможно проводить без абака, на бумаге. Появились новые, более простые методы умножения и деления, специально рассчитанные на индоарабские цифры.
- Вычислительная математика и математика вообще получили мощный импульс к развитию. Например, трудно представить изобретение логарифмов без индоарабских цифр.
- Благодаря им появилась возможность создания счётных машин.

## Версии написания цифр
| Арабские цифры, используемые в арабских странах Африки (кроме Египта) | 0    | 1  | 2  | 3  | 4  | 5  | 6  | 7  | 8  | 9  |
| --------------------------------------------------------------------- | ---- | -- | -- | -- | -- | -- | -- | -- | -- | -- |
| Индо-арабские цифры, используемые в арабских странах Азии и в Египте  | ٠    | ١  | ٢  | ٣  | ٤  | ٥  | ٦  | ٧  | ٨  | ٩  |
| Персидские цифры                                                      | ۰    | ۱  | ۲  | ۳  | ۴  | ۵  | ۶  | ۷  | ۸  | ۹  |
| Индийские цифры (в письме деванагари), используемые в Индии           | ०    | १  | २  | ३  | ४  | ५  | ६  | ७  | ८  | ९  |
| Цифры в письме гуджарати                                              | ૦    | ૧  | ૨  | ૩  | ૪  | ૫  | ૬  | ૭  | ૮  | ૯  |
| Цифры в письме гурмукхи                                               | ੦    | ੧  | ੨  | ੩  | ੪  | ੫  | ੬  | ੭  | ੮  | ੯  |
| Цифры в бенгальском письме                                            | ০    | ১  | ২  | ৩  | ৪  | ৫  | ৬  | ৭  | ৮  | ৯  |
| Цифры в письме ория                                                   | ୦    | ୧  | ୨  | ୩  | ୪  | ୫  | ୬  | ୭  | ୮  | ୯  |
| Цифры в письме телугу                                                 | ౦    | ౧  | ౨  | ౩  | ౪  | ౫  | ౬  | ౭  | ౮  | ౯  |
| Цифры в письме каннада                                                | ೦    | ೧  | ೨  | ೩  | ೪  | ೫  | ೬  | ೭  | ೮  | ೯  |
| Цифры в письме малаялам                                               | ൦    | ൧  | ൨  | ൩  | ൪  | ൫  | ൬  | ൭  | ൮  | ൯  |
| Цифры в тамильском письме                                             | ೦    | ௧  | ௨  | ௩  | ௪  | ௫  | ௬  | ௭  | ௮  | ௯  |
| Цифры в тибетском письме                                              | ༠    | ༡  | ༢  | ༣  | ༤  | ༥  | ༦  | ༧  | ༨  | ༩  |
| Цифры в монгольском письме                                            | ᠐    | ᠑  | ᠒  | ᠓  | ᠔  | ᠕  | ᠖  | ᠗  | ᠘  | ᠙  |
| Цифры в бирманском письме                                             | ၀    | ၁  | ၂  | ၃  | ၄  | ၅  | ၆  | ၇  | ၈  | ၉  |
| Цифры в тайском письме                                                | ๐    | ๑  | ๒  | ๓  | ๔  | ๕  | ๖  | ๗  | ๘  | ๙  |
| Цифры в кхмерском письме                                              | ០    | ១  | ២  | ៣  | ៤  | ៥  | ៦  | ៧  | ៨  | ៩  |
| Цифры в лаосском письме                                               | ໐    | ໑  | ໒  | ໓  | ໔  | ໕  | ໖  | ໗  | ໘  | ໙  |
| Китайские иероглифы, соответствующие цифрам                           | 零〇 | 一 | 二 | 三 | 四 | 五 | 六 | 七 | 八 | 九 |

|  |  |

## Галерея

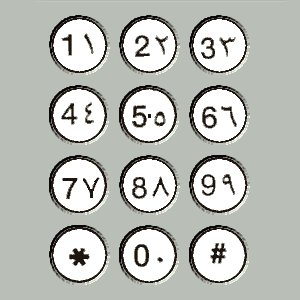
Современная арабская телефонная клавиатура с двумя формами арабских цифр: западные арабские/европейские цифры слева и восточно-арабские цифры справа
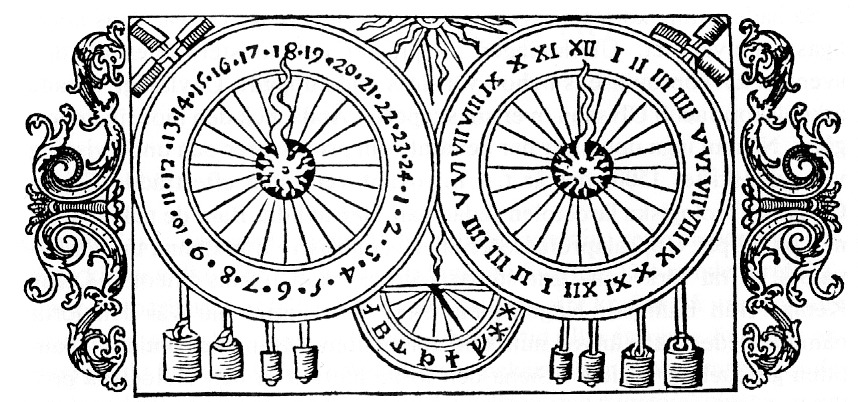
Гравюра на дереве, показывающая астрономические часы XVI века Упсальского собора, с двумя видами часов, одни с арабским и другие с римскими цифрами
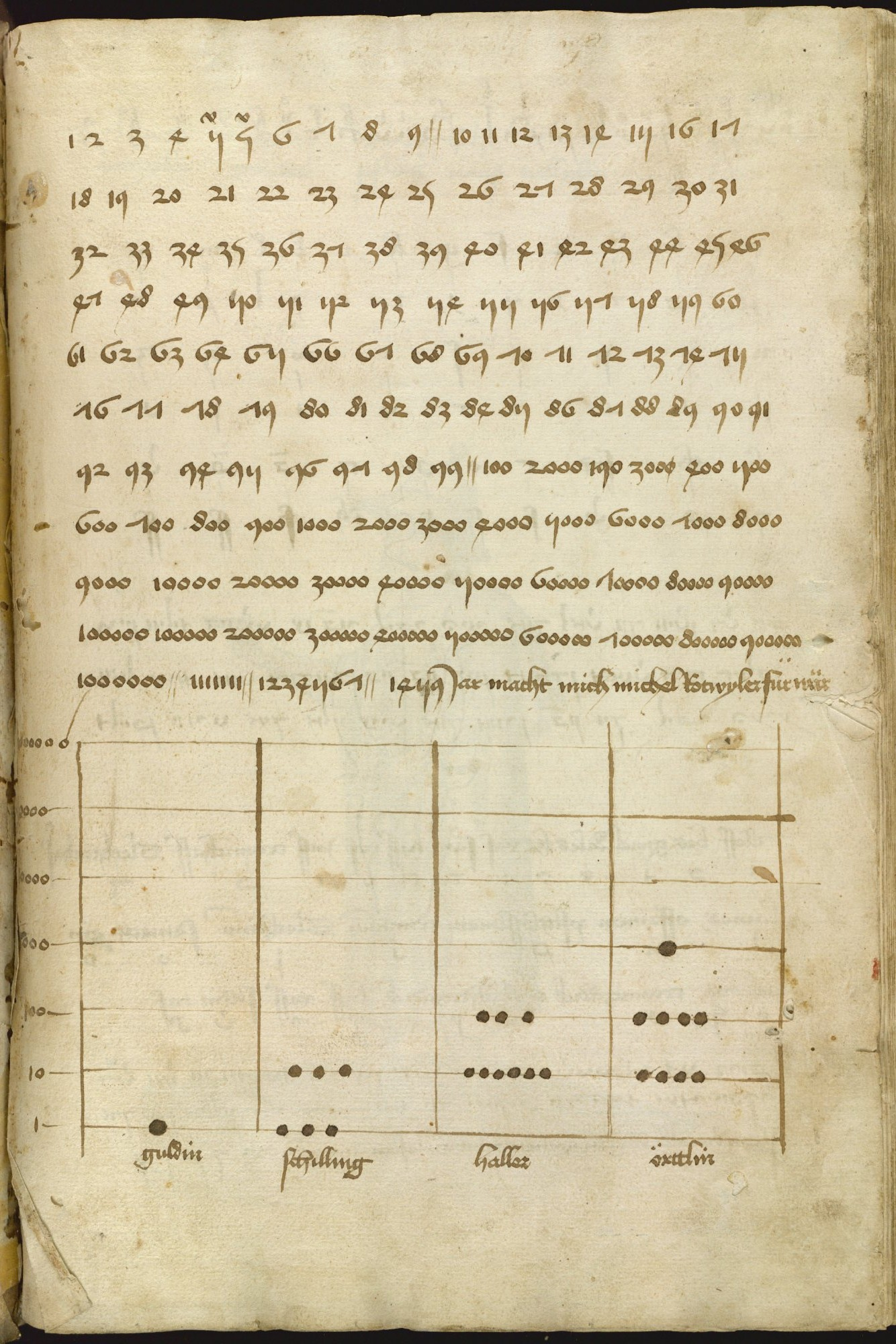
На немецкой странице рукописи, использующей арабские цифры (Talhoffer Thott, 1459). В это время знание цифр всё ещё широко рассматривалось как эзотерическое, и Тальхоффер представляет еврейский алфавит и астрологию
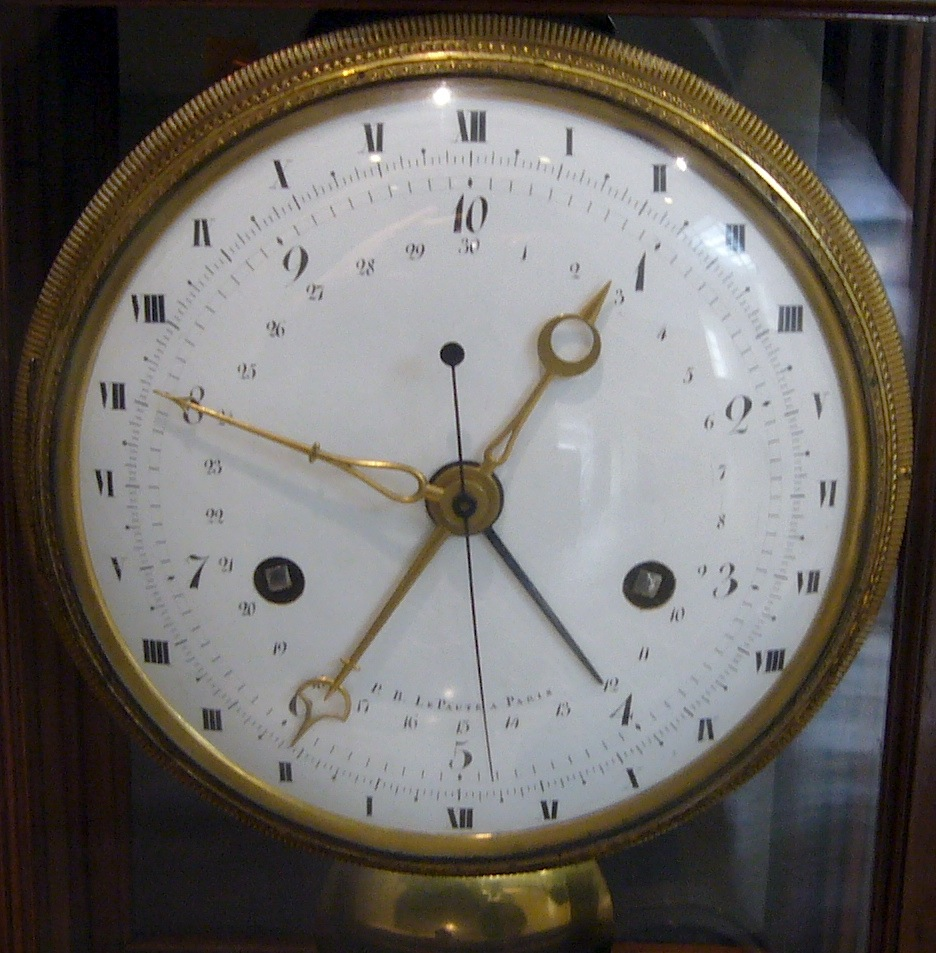
Французский революционный «десятичный» циферблат XVIII века
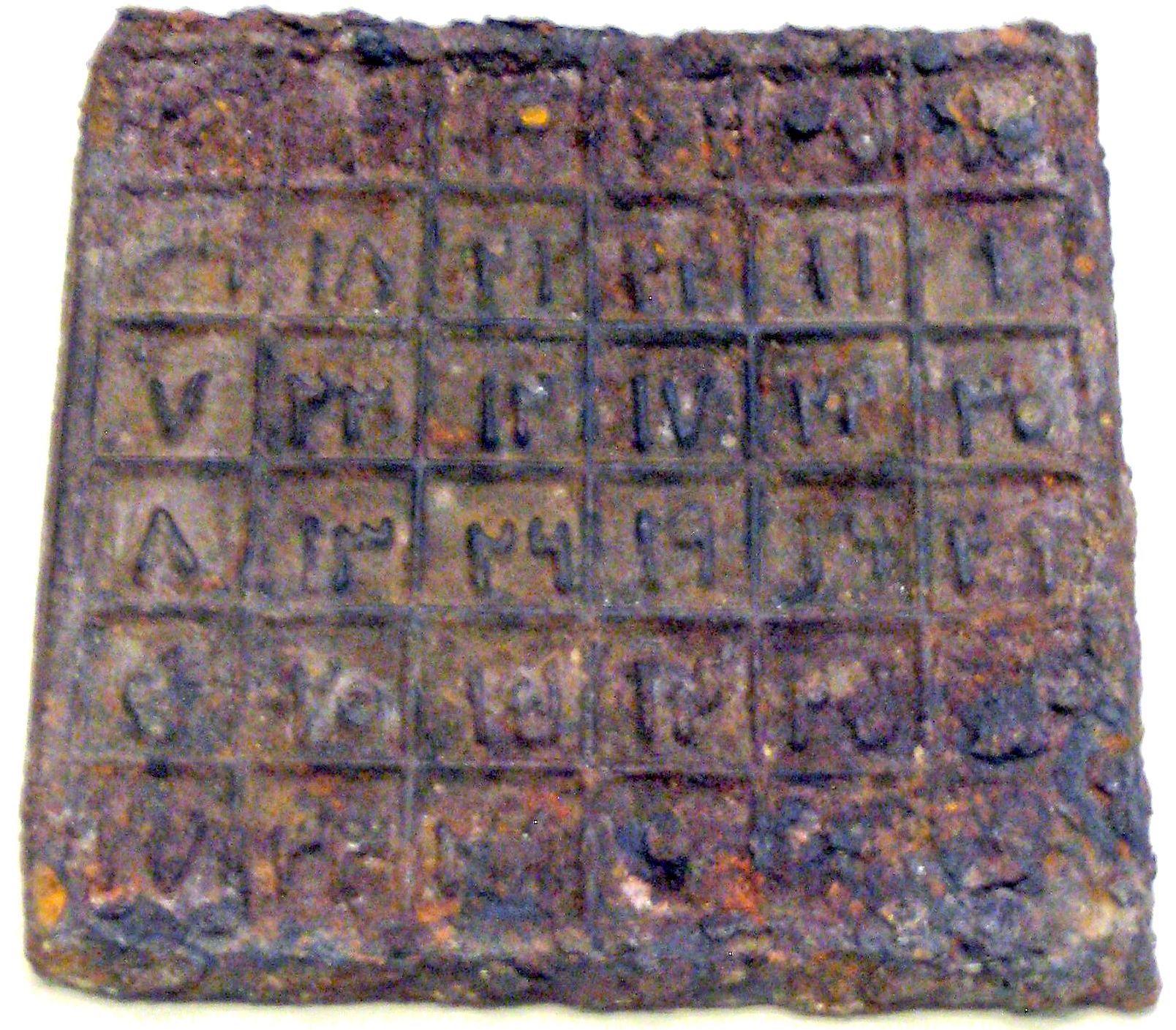
Железная плита с магическим квадратом 6×6 на персидском / арабском языке из Китая, датированная династией Юань (1271-1368)